# Pius Segmüller
 (septembre 2010).
Si vous disposez d'ouvrages ou d'articles de référence ou si vous connaissez des sites web de qualité traitant du thème abordé ici, merci de compléter l'article en donnant les références utiles à sa vérifiabilité et en les liant à la section « Notes et références ».
Pius Segmüller, né le 8 mars 1952 à Saint-Gall (originaire d'Emmen et Altstätten), est une personnalité politique et militaire suisse, membre du Parti démocrate-chrétien. Il est le 32e commandant de la Garde suisse pontificale de 1998 à 2002 et député du canton de Lucerne au Conseil national de 2007 à 2011.

## Biographie
Pius Segmüller grandit à Emmen, dans le canton de Lucerne, et fréquente l'école secondaire à Saint-Clément à Ebikon. Il suit une formation d'enseignant dans le secondaire à Zurich et travaille d'abord dans le canton d'Uri en tant que professeur.
Il est ensuite successivement officier d'instruction des troupes de sauvetage au Département fédéral de la Défense, de la protection de la population et des sports (DDPS), gestionnaire de conférence à l'entreprise pharmaceutique Sandoz (aujourd'hui Novartis), chef adjoint de l'Office de la protection civile et de secours aux sinistrés du canton de Berne, et enfin commandant de la police cantonale de Saint-Gall.
Pius Segmüller est nommé commandant de la Garde suisse après l’assassinat de son prédécesseur Alois Estermann. Sous son commandement, il crée en Suisse une agence d'information et de recrutement. Le processus de sélection devient plus strict. Il veille également à l'intensification de l'éducation et la formation des gardes.
En 2002, il est remplacé par Elmar Mäder et devient chef de la police de la ville de Lucerne (2002-2006).
Il est chef de la sécurité de la Fédération internationale de football association (FIFA) et chef du SAT au DDPS.
En octobre 2007, Pius Segmuller est élu au Conseil national en tant que membre du Parti démocrate-chrétien comme représentant du canton de Lucerne. Candidat à sa propre succession, il n'est pas réélu lors des élections fédérales d'octobre 2011.